# New Washington (Pennsilvània)
New Washington és una població dels Estats Units a l'estat de Pennsilvània. Segons el cens del 2000 tenia 89 habitants.

## Demografia
Segons el cens del 2000, New Washington tenia 89 habitants, 30 habitatges, i 26 famílies. La densitat de població era de 15,9 habitants/km².
Dels 30 habitatges en un 46,7% hi vivien nens de menys de 18 anys, en un 76,7% hi vivien parelles casades, en un 6,7% dones solteres, i en un 13,3% no eren unitats familiars. En el 13,3% dels habitatges hi vivien persones soles el 10% de les quals corresponia a persones de 65 anys o més que vivien soles. El nombre mitjà de persones vivint en cada habitatge era de 2,97 i el nombre mitjà de persones que vivien en cada família era de 3,27.
Per edats la població es repartia de la següent manera: un 31,5% tenia menys de 18 anys, un 4,5% entre 18 i 24, un 30,3% entre 25 i 44, un 19,1% de 45 a 60 i un 14,6% 65 anys o més.
L'edat mediana era de 38 anys. Per cada 100 dones de 18 o més anys hi havia 103,3 homes.
La renda mediana per habitatge era de 22.500 $ i la renda mediana per família de 26.250 $. Els homes tenien una renda mediana de 26.563 $ mentre que les dones 13.750 $. La renda per capita de la població era de 9.121 $. Cap de les famílies i el 3,2% de la població estaven per davall del llindar de pobresa.

## Poblacions més properes
El següent diagrama mostra les poblacions més properes.